# Rallycross

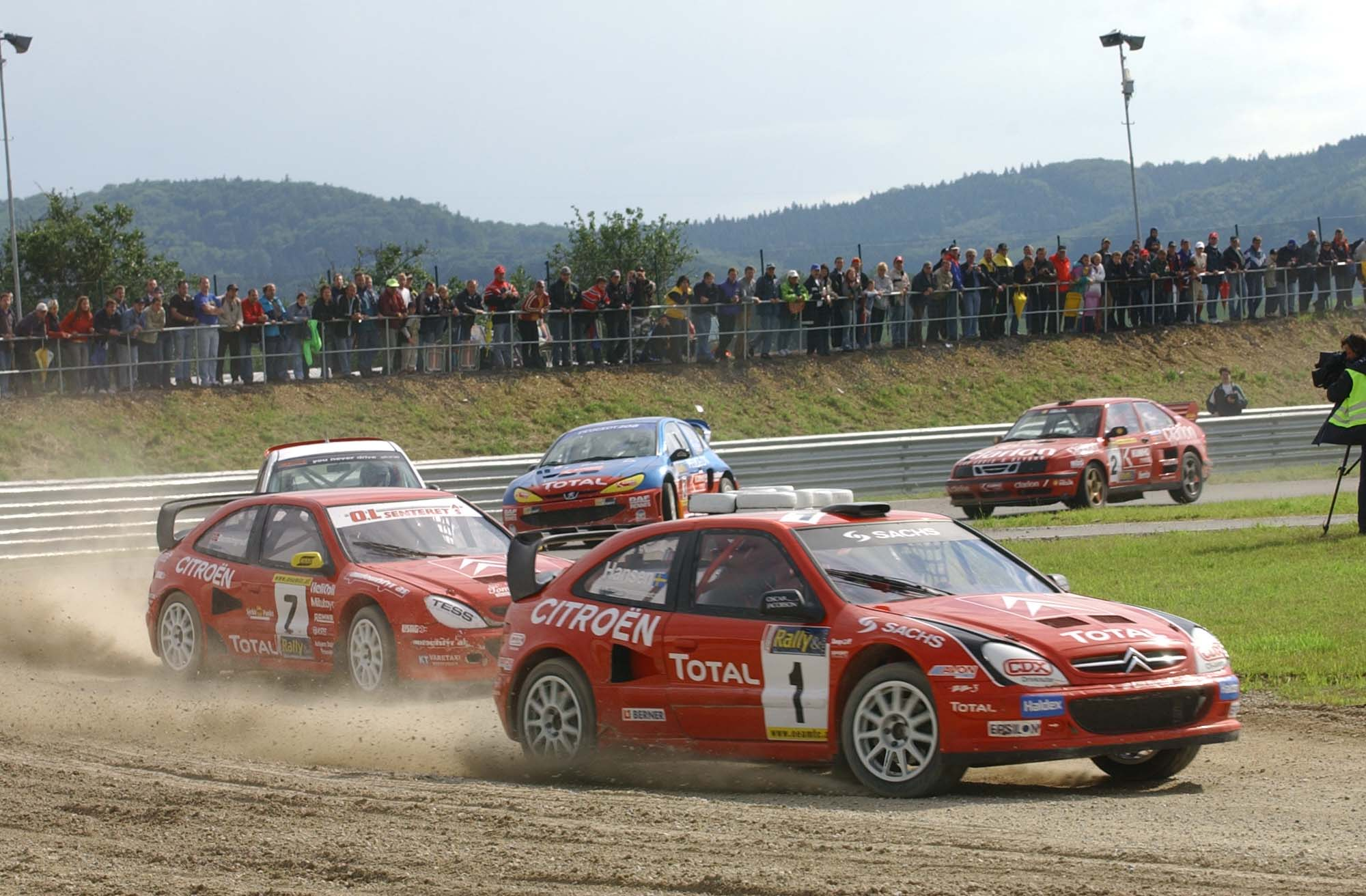
Rallycross-EM i Österrike 2004.

Rallycross, hastighetstävling med specialutrustade bilar på sluten bana med grus- och asfaltsunderlag. Banans längd är cirka 1 000 meter. En rallycrosstävling består av ett eller flera heat med flera bilar. En tävling består av flera heat med sammanräkning av uppnådda resultat, fram till semifinaler och finaler.

## Historia
Den första rallycrosstävlingen, för särskilt inbjudna rallyförare, ägde rum 4 februari 1967 på Lydden Hill Race Circuit utanför Dover i Storbritannien och vanns av den blivande Monte Carlo-vinnare 1968 och sedermera formel 1-föraren Vic Elford.
Den första svenska rallycrosstävlingen ägde rum 17 oktober 1971 i Hedemora och vanns av rallystjärnan Per Eklund i sin Saab V4. Den hittills mest framgångsrike rallycrossföraren är Kenneth Hansen från Götene, som vann FIA:s europeiska mästerskap för rallycrossförare 14 gånger innan han avslutade karriären 2011.
Sporten fick VM-status 2014. Svenska förare har tagit medaljer alla år och från 2016 har samtliga världsmästare varit svenska: 2016 Mattias Ekström, 2017 och 18 Johan Kristoffersson, 2019 Timmy Hansen och 2020 samt 2021 åter igen Johan Kristoffersson (tredje och fjärde titeln).

## Klasser

### Seniorer

#### Rx1 (hette fram till 2020 Supercar)
Internationell klass
Fyrhjulsdrift
Motor:
- max 2058 cc med överladdning (turbo) och 45 mm restriktor

Rx2 - i serien RallyX och SM Supercar Lites
Internationell klass
Enhetsbilar med fyrhjulsdrift.
Rx2e (introduceras i EM/VM 2021)
Internationell klass
Första eldrivna rallycrossklassen
Enhetsbilar med grunderna från Rx2.

#### Rx3 (hette tidigare Super1600)
Internationell klass
Framhjulsdrift
Motor:
- max 1600 cc utan överladdning

Supercar Lites
Internationell klass
Enhetschassi med fyrhjulsdrift
Motor:
- Enhetsmotor från Mountune/Olsbergs MSE

#### Supernationell
Fram- eller bakhjulsdrift
Motor:
- Vikt/volymreglemente utan storleksbegränsning. Kolvmotor med eller utan överladdning.
- 2-skivig Wankel-motor med en cylindervolym på max 1,5 gånger motsvarande kolvmotor
- kombibilarna skall vara nyare än 1998

#### 2400
Fram- eller bakhjulsdrift
Motor:
- max 2400 cc kolvmotor utan överladdning med 2/4 ventiler per cylinder, eller
- 2-skivig Wankel-motor med en cylindervolym på max 1,5 gånger motsvarande kolvmotor

#### 2150
Fram- eller bakhjulsdrift
Motor:
- max 2150 cc kolvmotor utan överladdning med 2 ventiler per cylinder, eller
- 2-skivig Wankel-motor med en cylindervolym på max 1,5 gånger motsvarande kolvmotor

### Juniorer

#### Junior-SM
Tekniskt reglemente enligt 2150
Fram- eller bakhjulsdrift
Motor:
- max 2150 cc utan överladdning